# Carl-Erik Asplund
Carl-Erik Asplund (14. září 1923 Föllinge – 8. ledna 2024) byl švédský rychlobruslař.
Prvních velkých mezinárodních závodů se zúčastnil v roce 1950, tehdy skončil na Mistrovství Evropy sedmý a na Mistrovství světa dvanáctý. Nejlepších umístění na šampionátech dosáhl následujícího roku, byl čtvrtý na kontinentálním a šestý na světovém mistrovství. Startoval na Zimních olympijských hrách 1952, kde vybojoval na desetikilometrové trati bronzovou medaili a kde se dále umístil šestý na poloviční distanci a čtvrtý na patnáctistovce. V letech 1953 a 1954 se na mistrovstvích světa i Evropy pohyboval výsledkově ve druhé desítce, poslední závody absolvoval v roce 1956.
Zemřel 8. ledna 2024 ve věku 100 let.